# Devanampiya Tissa
Devanampiya Tissa (Devanompiyatissa) est un roi singhalais du IIIe siècle av. J.-C., fondateur d'Anurâdhapura.

## Sources
Comme les sources historiques du Sri Lanka, le Dipavamsa et le Mahavamsa ne concernent que la communauté cingalaise, ces textes sont souvent remis en cause par les communautés tamouls et maures du pays. C'est pourquoi  l'existence des précédents rois est remise en cause parce qu'ils sont considérés mythologiques (par exemple le Prince Vijaya serait le petit-fils d'un Lion, l'animal), néanmoins ce roi est le premier dont l'existence est certifiée, grâce aux croisements possibles avec les sources des textes indiens de l'Empire Maurya.

## Biographie
Devanampiya Tissa était un vassal de l'Empereur Maurya Ashoka, et l'imita dans sa conversion au Bouddhisme.
Ashoka lui envoya son fils (ou son neveu) Mahinda, et sa fille Sanghamitta comme missionnaire de la nouvelle doctrine. Cette rencontre est le point de départ de la diffusion du bouddhisme au Sri Lanka.
Les 2 missionnaires étaient accompagnés de moines et de moniales en nombre suffisant pour fonder les premiers monastères de l'île. En plus des enseignements de Bouddha, ces religieux apportaient quelques-unes des reliques du Maitre, dont une bouture de l'arbre de l'Illumination, l'Arbre de la Bodhi. Les premiers chapitres furent installés sur la hauteur de Mahinda, à Mihintale. On attribue au roi Tissa la construction de nombreux monuments religieux et celle de barrages qui créèrent les lacs artificiels indispensables à l'irrigation de la zone sèche du Nord de Ceylan.